# Římskokatolická akademická farnost Olomouc
Římskokatolická akademická farnost Olomouc vznikla 1. ledna 2006 přejmenováním tehdejší Římskokatolické duchovní správy u kostela Panny Marie Sněžné (zř. v lednu 2002) za účelem „zdůraznění specifického charakteru“. Pastorační péče je vedena o osobní společenství studentů, akademických pracovníků a dalších zaměstnanců vysokých škol v Olomouci, včetně jejich rodinných příslušníků.
Farním kostelem je kostel Panny Marie Sněžné.
Jako farář (resp. zatím administrátor) zde od září 2011 do února 2018 působil P. Petr Havlíček SJ. (v akademickém roce 2014/2015 jej zastupoval P. Miroslav Herold SJ.), od března 2018 pak P. Jan Regner SJ.